# Bergneustadt
Bergneustadt település Németországban, azon belül Észak-Rajna-Vesztfália tartományban. Lakosainak száma 18 621 fő (2023. december 31.). Bergneustadt Drolshagen és Gummersbach községekkel határos.

## Népesség
A település népességének változása:
| Lakosok száma | 17 826 | 18 876 | 18 865 | 18 416 | 18 633 | 18 621 |
|               | 1975   | 2017   | 2019   | 2021   | 2022   | 2023   |